# Para-Medic
La dottoressa Clark, anche nota al maschile come dottor Clark (クラーク博士?, Kuraku Hakase), meglio conosciuta con lo pseudonimo di Para-Medic (パラメディック?), è un personaggio immaginario della serie di videogiochi Metal Gear ideata da Hideo Kojima.

## Biografia
La dottoressa Clark compare per la prima volta in Metal Gear Solid 3: Snake Eater (2004) come membro del team che dà supporto remoto al personaggio giocante Naked Snake, interagendo con lui via codec, al fianco di Major Zero e Sigint. Il nome "Para-Medic", come ella stessa spiega durante il suo primo dialogo nel gioco, indica l'attitudine ad essere «come un medico che arriva in paracadute», poiché offre al giocatore informazioni utili su piante, funghi e animali situati nelle varie zone, e su come curare le ferite e altri danni subìti, allo scopo di aiutare Naked Snake a sopravvivere nella giungla. Inoltre, come Mei Ling e Rose nei due capitoli precedenti, Para-Medic si occupa di salvare i dati di gioco; dopo ogni salvataggio ella parla di alcuni classici cinematografici, soprattutto di fantascienza, usciti prima del 1964 (anno di ambientazione del titolo), essendo un'appassionata di film:
(Para-Medic, commentando Godzilla, in Metal Gear Solid 3)
Come medico, per la sua loquacità, è stata soprannominata "Quack", e – come risulta da una conversazione via codec con Snake – ciò ne mette in forse la reputazione, dato che in inglese il termine può essere tradotto come "ciarlatana".
Para-Medic ricompare via radio in Metal Gear Solid: Portable Ops (2006), ma la sua importanza nella serie emerge in Metal Gear Solid 4: Guns of the Patriots (2008), ambientato cinquant'anni dopo, quando EVA, dando spiegazioni al protagonista Solid Snake, rivela che il «dottor Clark» – menzionato da Naomi Hunter in Metal Gear Solid (1998) – era Para-Medic, che fu quindi responsabile della trasformazione di Gray Fox in un cyborg, venendo uccisa in seguito proprio da Gray Fox (con la complicità di EVA e Naomi). EVA rivela inoltre, in Metal Gear Solid 4, che fu Para-Medic a coordinare dal punto di vista scientifico il progetto Les enfants terribles per dar vita ai figli clonati di Big Boss (facendo sì che ad EVA, madre surrogata, fosse impiantato l'ovulo fecondato in vitro di un'assistente giapponese di Para-Medic), e che la dottoressa aveva partecipato, dopo gli avvenimenti di Metal Gear Solid 3, alla fondazione dei Patriots. Para-Medic viene menzionata come "dott. Clark" anche in Metal Gear Rising: Revengeance (2013), quando Raiden parla via codec a Courtney dei primi cyborg, e in Metal Gear Solid V: The Phantom Pain (2015) nella cassetta Interrogatorio a Huey 2, dove si cita l'affiliazione di Para-Medic all'ATGC (la compagnia che darà vita ai soldati genetici di Metal Gear Solid).
La dottoressa Clark – sempre più immersa nelle proprie ricerche ai confini della scienza – si mostrava di rado in pubblico, per questo alcuni, come Naomi, credevano che fosse un uomo, e quando morì (all'età di quasi settant'anni) rimasero pochissimi dati su chi fosse veramente.